# خالد عبد الكافي
خالد عبد الكافي من قارئي القرآن الكريم ومن أئمة المساجد في المملكة العربية السعودية , ولد في مكة المكرمة , وحصل على بكالريوس الدراسات القرانية من كلية المعلمين بجدة .

## وصلات خارجية
- صفحته على موقع طريق الإسلام
- مصحف الشيخ خالد عبد الكافي في موقع فور مسلم
- مصحف الشيخ خالد عبد الكافي في موقع مكتبة القران الكريم
- مصحف الشيخ خالد عبد الكافي في موقع السحابة نسخة محفوظة 26 يناير 2011 على موقع واي باك مشين.